# حزب سوسیالیست متحد (ترکیه)
حزب سوسیالیست متحد (به ترکی: Birleşik Sosyalist Parti, BSP) یک حزب سیاسی چپ‌گرای سوسیالیستی بود که در سال ۱۹۹۴ تأسیس شد. رهبر بنیانگذار این حزب سعدون آرن بود. این حزب با تلاش چندین گروه چپ‌گرا -عبارت از جنبش آزادیبخش، کار، راه نو و سوسیالیست پولیتیکا- و تحت رهبری حزب همبستگی سوسیالیستی تأسیس شد که به خاطر موضع بسیار نزدیکش به سوسیالیسم لیبرترین شناخته شده‌است و پس از سقوط اتحاد شوروی قدرت پیدا کرد. مباحثات وسیع و شدیدی در رابطه با مسئلۀ کُرد در درون این گروه‌ها در گرفت که مسئلۀ بااهمیتی برای آن‌ها به شمار می‌رود. در ابتدا فعالیت‌های تأسیس تحت نام جنبش سوسیالیست متحد (BSH) انجام می‌شد. این حزب در سال ۱۹۹۶ با «ابتکار عمل حزب بگذار آینده را با همدیگر بسازیم» ادغام شد و به حزب همبستگی و آزادی (ÖDP) تغییر نام داد. سعدون آرن رئیس و بنیانگذار حزب سوسیالیست متحد به صورت افتخاری رهبر بنیانگذار حزب همبستگی و آزادی نیز به شمار می‌آید.

## تاریخچه
بنیان‌های حزب سوسیالیست متحد با هدف گرد هم آوردن گروه‌های چپ سوسیالیست که به دنبال کودتای ۱۲ سپتامبر در جریان‌های مختلفی پراکنده شده‌بودند در نشست‌هایی گذاشته شد که طی سال‌های ۱۹۸۹ و ۱۹۹۰ در کوروچشمه در استانبول برگزار شد. حزب سوسیالیست متحد در ۸ زوئن ۱۹۹۴ در آنکارا با گرد هم آمدن پنج جنبش سوسیالیستی با زمینه‌های ایدئولوژیک و سیاسی مختلف تأسیس شد که در آن نشست‌ها و مباحثات حضور داشتند.

## حضور در انتخابات
حزب سوسیالیست متحد در قالب فهرست انتخاباتی حزب همبستگی سوسیالیستی (SBP) در انتخابات محلی ۱۹۹۴ ترکیه شرکت کرد. این حزب همچنین در انتخابات سراسری ۱۹۹۵ ترکیه نیز در قالب فهرست حزب دموکراسی خلق (HADEP) شرکت کرد.

## دبیر کل‌های حزب
- سعدون آرن (۱۹۹۰-۱۹۹۵)